# Маньяно, Рубен
Рубен Маньяно (исп. Rubén Magnano; род. 9 октября 1954, Вилья-Мария, Кордова) — аргентинский тренер по баскетболу. В качестве тренера баскетбольной сборной Аргентины выиграл золотую медаль на летних Олимпийских играх в 2004 году. В январе 2010 года стал тренером баскетбольной сборной Бразилии. На этом посту он сменил испанца Мончо Монсаливе. Контракт заключён до окончания Олимпийских игр в Лондоне-2012, с возможностью продления до Олимпийских игр в Рио в 2016 году. На чемпионате Америки по баскетболу 2011 сборная Бразилии под руководством Маньяно завоевала серебряные медали и прошла отбор на летние Олимпийские игры 2012 в Лондоне. В рамках домашнего олимпийского турнира 2016 в Рио-де-Жанейро бразильцы не смогли выйти из группы, и тренер покинул команду.
Член Зала славы ФИБА (2020).